# Chór Akademicki Politechniki Warszawskiej
Chór Akademicki Politechniki Warszawskiej (ChAPW) – chór amatorski, działający przy Politechnice Warszawskiej.

## Historia

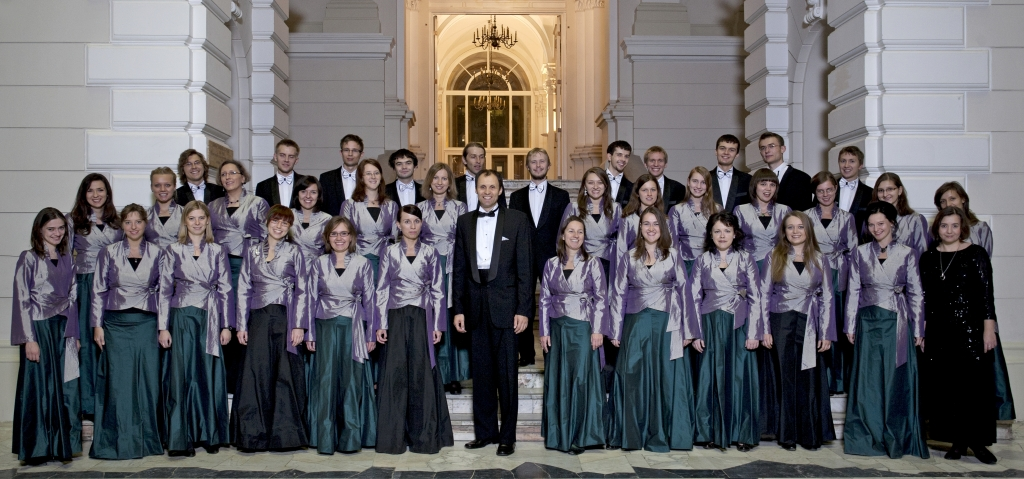
Chór Akademicki Politechniki Warszawskiej na Dużej Auli PW, rok 2010

Chór Akademicki Politechniki Warszawskiej powstał z inicjatywy Jego Magnificencji Rektora PW, prof. Jerzego Woźnickiego w styczniu 2001. Trzon Chóru stanowią studenci i absolwenci PW, ale także innych warszawskich uczelni. 19 grudnia 2000 r. nastąpił debiut sceniczny Chóru podczas opłatka rektorskiego zorganizowanego przez Akademickie Stowarzyszenie Katolickie „Soli Deo” i Samorząd Studentów Politechniki Warszawskiej. Chór corocznie uczestniczy w koncertach z cyklu Wielka Muzyka w Małej Auli, gdzie wraz z innymi zespołami wykonuje wielkie formy wokalno instrumentalne.

## Znacząca działalność
W 2006 roku Chór zapoczątkował współpracę z Chórem Akademickim Politechniki w Darmstadt (Niemcy), organizując wspólny koncert we wrześniu w Warszawie, a w grudniu wykonując w Darmstadt oratorium bożonarodzeniowe Oratorio de Noël Saint-Saëns’a.
W 2007 r. chór zainicjował i samodzielnie zorganizował Mazowiecki Festiwal Chórów Akademickich „Vivat Academia”, tworząc szansę prezentacji i konfrontacji wykonawczej dla zespołów regionu Mazowsza.
W 2024 r. chór wykonał trzykrotnie oratorium Mesjasz, HWV 56 Georga Friedricha Händla w murach Gmacu Głównego Politechniki Warszawskiej wraz z orkiestrą barokową Ensemble Hyacinthus (kierownictwo Grzegorz Lalek).

## Konkursy i nagrody
2024
- International Stasys Šimkus Choir Competition Nagrody:
  - Grand Prix XXIII Międzynarodowego Konkursu Chórlanego im.Stasys Šimkus w Litwie,
  - 1. miejsce w kategorii E (muzyka sakralna),
  - 2. miejsce w kategorii A (chóry mieszane),
  - Nagroda Centrum Litewskiej Kultury Narodowej za najlepsze wykonanie utworu kompozytora narodowego kraju, z którego pochodzi chór,
  - Nagroda Litewskiego Związku Chórów za najbardziej wartościowy repertuar,
  - Nagroda Kłajpedzkiego Związku Chórów „Aukuras” za najlepsze wykonanie kompozycji obowiązkowej w kategorii A, B i E.

2021
- 40. Jubileuszowy Międzynarodowy Festiwal Muzyki Cerkiewnej „Hajnówka” w Białymstoku – I miejsce w kat. chórów amatorskich świeckich.

2018
- Grand Prix Polskiej Chóralistyki im. Stefana Stuligrosza – Grand Prix, statuetka im. Stefana Stuligrosza oraz nagroda pieniężna

2016
- Ogólnopolski Turniej Chórów „Legnica Cantat” – Grand Prix, Rubinowa Lutnia (nagroda zdobyta po raz trzeci przechodzi na własność Chóru)

2015
- Międzynarodowy Festiwal Muzyki Pasyjnej w Szczecinie – Grand Prix, nagroda za najlepsze wykonanie utworu pasyjnego[1]

2014
- Béla Bartók International Choir Competition – wśród finalistów
- Ogólnopolski Turniej Chórów „Legnica Cantat” – Grand Prix, Rubinowa Lutnia

2013
- III Międzynarodowy Festiwal i Konkurs Chóralny „Cançó Mediterrània” – Złote dyplomy w kategoriach muzyka sakralna (I miejsce), muzyka katalońska (I miejsce), muzyka inspirowana folklorem (II miejsce)

2012
- VIII Międzynarodowy Festiwal „Rybnicka Jesień Chóralna” – Złoty dyplom oraz nagroda za najlepsze wykonanie utworu muzyki współczesnej
- Ogólnopolski Turniej Chórów „Legnica Cantat” – Grand Prix, Rubinowa Lutnia
- Międzynarodowy Festiwal Muzyki Cerkiewnej „Hajnówka” – I miejsce[2] w kategorii chórów amatorskich świeckich

2011
- Łódzki Festiwal Chóralny „Cantio Lodziensis” – I miejsce[3] w kategorii chórów akademickich
- Varsovia Cantat – I miejsce[4] w kategorii chórów młodzieżowych
- Międzynarodowy Festiwal „Hajnowskie Dni Muzyki Cerkiewnej” w Hajnówce – II miejsce
- Ogólnopolski Festiwal Kolęd i Pastorałek w Będzinie – I miejsce

2009
- Festiwal Chóralny w Ochrydzie w Macedonii – I nagroda

2008
- 21. Międzynarodowy Festiwal Chóralny w Sligo w Irlandii – wśród finalistów

2007
- Międzynarodowy Festiwal „Hajnowskie Dni Muzyki Cerkiewnej” w Hajnówce – I miejsce
- III Międzynarodowy Festiwal „Rybnicka Jesień Chóralna” – wyróżnienie

2006
- Ogólnopolski Festiwal Kolęd i Pastorałek w Będzinie – II miejsce
- XIX Ogólnopolski Festiwal Pieśni o Morzu w Wejherowie – II miejsce
- Międzynarodowy Konkurs Chórów Kameralnych Tonen2000 w Holandii – Srebrny oraz Brązowy Dyplom

2005
- Międzynarodowy Festiwal Chóralny „Mundus Cantat Sopot” 2005 – dwa Brązowe Dyplomy
- VIII Łódzki Festiwal Chóralny „Cantio Lodziensis” – III miejsce
- Warszawski Międzynarodowy Festiwal Chóralny – I miejsce

2002
- X Międzynarodowy Festiwal Muzyki Sakralnej w Mohylewie na Białorusi – wśród laureatów

2001
- I Mazowiecki Festiwal Chórów Akademickich „Gaudeamus” – wyróżnienie za udany debiut

### Współpraca z orkiestrami
Chór współpracował z orkiestrami:
- Polska Orkiestra Sinfonia Iuventus
- Polska Orkiestra Radiowa
- Orkiestra Symfoniczna Filharmonii Narodowej
- Sinfonia Varsovia
- Harmonia Nobile z Iwano-Frankowska
- Orkiestra Beethovenowska
- Concerto Avenna
- Ensemble Hyacinthus

## Dyrygenci
XII 2000 r. – XII 2004 r. Władysław Chanas
od XII 2004 r. – prof. Dariusz Zimnicki

## Repertuar
- a Cappella
  - motety i madrygały epoki renesansu
  - muzyka cerkiewna
  - opracowania polskich pieśni ludowych
  - negro spirituals
  - formy świeckie i religijne XIX i XX wieku.
- muzyka wokalno-instrumentalna
  - wielkie formy oratoryjne
    - A. Vivaldi – Gloria
    - G. Verdi – Requiem
    - M. Musorgski – prolog opery Borys Godunow
    - C. Orff – Carmina Burana
    - L. Bernstein – Kandyd
    - G. Mahler – Symfonia nr 2 c-moll, Symfonia tysiąca
    - W.A. Mozart – Requiem d-moll, Msza koronacyjna C-dur
    - J. Haydn – Missa in Angustiis d-moll (Msza Nelsońska)
    - J. Brahms – Niemieckie requiem
    - G. F. Händel – oratorium Mesjasz, HWV 56

  - muzyka filmowa
  - inne